# Ass Like That
Singles de Eminem
Mockingbird
(2005) Welcome 2 Detroit
(2005)
Ass Like That (parfois A** Like That, Like That ou encore Butt Like That dans les différentes versions censurées) est une chanson du rappeur américain Eminem, tirée de l'album Encore sorti en 2004. Écrite par Eminem et composée par Dr. Dre, Mike Elizondo et Mark Batson, produite par Dr. Dre et Mike Elizondo, elle constitue le cinquième single extrait de Encore. La chanson est distribuée par Interscope Records, Aftermath Entertainment, le label de Dr. Dre, et Shady Records, label fondé par Eminem et Paul Rosenberg.

## Accueil critique
| |  |  |
| Eminem attaque celles qu'il appelle des starlettes comme Hilary Duff ou encore les jumelles Mary-Kate et Ashley Olsen dans Ass Like That. |  |  |

Le site internet AllMusic écrit : « Ici, Eminem, avec son franc-parler, tente de répondre aux critiques de son rival Benzino de The Source avec Triumph, the Insult Comic Dog ». Le journaliste J-23 de Hip-hop DX est quant à lui plus mesuré : « Ass Like That est une chanson que l'on peut soit adorer soit détester. Peu importe l'opinion que vous vous ferez, c'est assez surréaliste d'entendre Eminem rapper toute une chanson dans la peau d'une marionnette de MTV ». Pitchfork indique : « Eminem brille aussi lorsqu'il change de registre comme ici dans Ass Like That où il insulte ses ennemis en utilisant une marionnette. Cela dit, le titre ressemble plus à une chanson que l'on met sur une mixtape qu'à un single officiel ». Le magazine NME n'apprécie pas la chanson : « Non seulement le producteur et le compositeur de la chanson dirigent leur avion en pilote automatique, mais en plus de cela, ils font une sieste dans le cockpit. En d'autres termes, le morceau manque totalement de recherches ». USA Today dit : « Sur une note plus légère, ses attaques envers Britney Spears ou Janet Jackson dans Ass Like That prêtent à sourire ». Rap-Reviews note : « Dans Ass Like That, Slim Shady s'empare de Triumph, the Insult Comic Dog pour trois couplets pervers où il s'en prend aux jumelles Mary-Kate et Ashley Olsen ou à Hilary Duff ». Stylus donna un avis négatif : « Dans Ass Like That, Eminem utilise Triumph pour parler des problèmes avec la justice des starlettes d'Hollywood. Puis vous vous rendez compte que c'est juste une réponse d'Eminem avec sa marionnette à un détracteur et après cela vous n'êtes plus capable de supporter la vue de la pochette de l'album ».

## Clip vidéo
Le clip de cette chanson est sorti le 20 mai 2005, 13 jours après la sortie de la chanson. Le clip vidéo commence par l'arrivée de personnalités sur un tapis rouge avec en fond instrumental l'introduction de "Evil Deeds", chanson présente sur l'album. Eminem arrive et répond aux questions des journalistes quand arrive Triumph, the Insult Comic Dog (en), personnage humoristique de la télévision américaine à qui Robert Smigel prête sa voix. À la suite des provocations de celui-ci, une bagarre éclate. Ils sont alors séparés par des gardes de sécurité. Eminem s'empare ensuite de la marionnette et le reste du clip est une alternance entre le monde réel et un monde animé. Dans le reste du clip, Eminem se justifie avec la police grâce à Triumph, the Insult Comic Dog de certains délits qu'il est en train de commettre dans le clip vidéo.

## Liste des pistes
| Téléchargement | Téléchargement                         | Téléchargement | Téléchargement | Téléchargement | Téléchargement | Téléchargement | Téléchargement | Téléchargement | Téléchargement |
| No             | Titre                                  | Durée          |                |                |                |                |                |                |                |
| -------------- | -------------------------------------- | -------------- | -------------- | -------------- | -------------- | -------------- | -------------- | -------------- | -------------- |
| 1.             | Ass Like That (Album Version - Edited) | 4:25           |                |                |                |                |                |                |                |
| 3.             | Business (live à Los Angeles)          | 2:34           |                |                |                |                |                |                |                |
| 4.             | Ass like That (instrumentale)          | 4:47           |                |                |                |                |                |                |                |
| 5.             | Ass like That (Baby Pussy Remix)       | 7:00           |                |                |                |                |                |                |                |
| 18:06          |                                        |                |                |                |                |                |                |                |                |

| Royaume-Uni - CD Single | Royaume-Uni - CD Single                | Royaume-Uni - CD Single | Royaume-Uni - CD Single | Royaume-Uni - CD Single | Royaume-Uni - CD Single | Royaume-Uni - CD Single | Royaume-Uni - CD Single | Royaume-Uni - CD Single | Royaume-Uni - CD Single |
| No                      | Titre                                  | Durée                   |                         |                         |                         |                         |                         |                         |                         |
| ----------------------- | -------------------------------------- | ----------------------- | ----------------------- | ----------------------- | ----------------------- | ----------------------- | ----------------------- | ----------------------- | ----------------------- |
| 1.                      | Ass Like That (Album Version - Edited) | 4:25                    |                         |                         |                         |                         |                         |                         |                         |
| 2.                      | Business (live à Los Angeles)          | 2:34                    |                         |                         |                         |                         |                         |                         |                         |
| 3.                      | Ass Like That (Instrumental)           | 4:47                    |                         |                         |                         |                         |                         |                         |                         |
| 4.                      | Ass Like That (clip)                   | 4:45                    |                         |                         |                         |                         |                         |                         |                         |
| 5.                      | Ass Like That (Bait Tail Remix)        | 4:00                    |                         |                         |                         |                         |                         |                         |                         |
| 19:51                   |                                        |                         |                         |                         |                         |                         |                         |                         |                         |

| vinyle 7" | vinyle 7"                              | vinyle 7" | vinyle 7" | vinyle 7" | vinyle 7" | vinyle 7" | vinyle 7" | vinyle 7" | vinyle 7" |
| No        | Titre                                  | Durée     |           |           |           |           |           |           |           |
| --------- | -------------------------------------- | --------- | --------- | --------- | --------- | --------- | --------- | --------- | --------- |
| 1.        | Ass Like That (Album Version - Edited) | 4:25      |           |           |           |           |           |           |           |
| 2.        | Ass Like That (instrumentale)          | 4:47      |           |           |           |           |           |           |           |
| 3.        | Ass Like That (Club Mix)               | 5:00      |           |           |           |           |           |           |           |
| 14:12     |                                        |           |           |           |           |           |           |           |           |

## Classements hebdomadaires
| Classement (2005)                                             | Meilleure position |
| ------------------------------------------------------------- | ------------------ |
| Australie - ARIA Charts                                       | 10                 |
| Autriche - Ö3 Austria Top 40                                  | 27                 |
| Belgique - Flandre (Ultratop 50)                              | 20                 |
| Belgique - Région wallonne / Bruxelles-Capitale (Ultratop 40) | 23                 |
| Danemark - Tracklisten                                        | 6                  |
| Europe - European Hot 100 Singles                             | 11                 |
| Allemagne - Media Control Charts                              | 31                 |
| Irlande - IRMA                                                | 4                  |
| Pays-Bas - Nederlandse Top 40                                 | 28                 |
| Nouvelle-Zélande - RIANZ                                      | 9                  |
| Roumanie - Romanian Top 100                                   | 17                 |
| Suisse - Schweizer Hitparade                                  | 25                 |
| Royaume-Uni - UK Singles Chart                                | 4                  |
| États-Unis - Billboard Hot 100                                | 60                 |
| États-Unis - Billboard Hot R&B/Hip-Hop Songs                  | 93                 |